# Adam Blade
Adam Blade är en brittisk barn- och ungdomsboksförfattare inom genren fantasy, upphovsman till serien Beast Quest och spinoff-serien Legenden om Avantien. Adam Blade är ett samlingsnamn för en rad författare anlitade av förlaget bakom denna bokserie. Det finns mer än hundra böcker i serien "Beast Quest" på engelska (långt ifrån alla är översatta till svenska) och produktionstakten är hög. Utöver "förhistorien" i Legenden om Avantien och den fristående Den magiska kitteln (där läsaren skapar sitt eget äventyr genom att välja väg i slutet av varje kapitel).

## Prequel: Legenden om Avantien
Böckerna utspelar sig i Avantien före händelserna i Beast Quest-serierna.
1. Fågelryttaren (First Hero)
2. Jakten på ondskan (Chasing Evil)
3. Den stora striden (Call to War)
4. Hjärta av eld (Fire and Fury)

## Beast Quest

### Fristående
Beast Quest : Den magiska kitteln (2013)

### Första serien (bok 1-6)
1. Drakens vrede (Ferno the Fire Dragon)
2. Sjöormens förbannelse (Sepron the Sea Serpent)
3. Jättens kamp (Arcta the Mountain Giant)
4. Kentaurens styrka (Tagus the Horse Man)
5. Snömonstrets hämnd (Nanook the Snow Monster)
6. Eldfågelns sista strid (Epos the Flame Bird)

### Andra serien (Beast Quest. Den gyllene rustningen, bok 7-12)
1. Zefa - jättebläckfisken (Zepha the Monster Squid)
2. Stix - monsterapan (Claw the Giant Ape)
3. Soltra - träskdemonen (Soltra the Stone Charmer)
4. Vipero - ormfursten (Vipero the Snake Man)
5. Arac - spindelkungen (Arachnid the Spider King)
6. Trillion - lejonbesten (Trillion the Three-Headed Lion)

### Tredje serien (Beast Quest. Mörkrets rike, bok 13-18)
1. Torgor - minotauren (Torgor the Minotaur)
2. Sekor - den bevingade hästen (Sekor the Winged Stallion)
3. Narga - havsmonstret (Narga the Sea Monster)
4. Kaymon - den blodtörstiga hunden (Kaymon the Gorgon Hound)
5. Tusk - den mäktiga mammuten (Tusk the Mighty Mammoth)
6. Sting - skorpionmannen (Sting the Scorpion Man)

### Fjärde serien (Amuletten från Avantien (The Amulet of Avantia), bok 19-24)
1. Nixa – dödens budbärare (Nixa the Death-Bringer)
2. Alfa – Spökhästen (Equinus the Spirit Horse)
3. Hark – Grottmonstret (Rashouk the Cave Troll)
4. Luna – Månvargen (Luna the Moon Wolf)
5. Blaze – isdraken (Blaze the Ice Dragon)
6. Gast – djävulspantern (Stealth, the Ghost Panther)

### Femte serien (Dödens skugga (The Shade of Death), bok 25-30)
1. Krabb – havets skräck (Krabb Master of the Sea)
2. Hondor – Luftens härskare  (Hawkite the Sky Lord)
3. Rokk – Stenmonstret (Rokk the Walking Mountain)
4. Koldo – Iskrigaren (Koldo the Arctic Warrior)
5. Trema – monstret från underjorden (Trema the Earth Lord)
6. Amictus – Insektsdrottningen (Amictus the Bug Queen)

### Sjätte serien (En värld i lågor (The World Of Chaos), bok 31-36)
1. Komodo – ödlekungen (Komodo the Lizard King)
2. Muro – råttmonstret (Muro the Rat Monster)
3. Fang - den jättelika fladdermusen (Fang the Bat Fiend)
4. Murk - träskmannen (Murk the Swamp Man)
5. Terra - skogens fasa (Terra Curse of the Forest)
6. Vespick - getingdrottningen (Vespick the Wasp Queen)

### Sjunde serien (En förlorad värld (The Lost World), bok 37-42)
1. Convol - det kallblodiga odjuret (Convol the Cold-blooded Brute)
2. Hellion - eldmonstret (Hellion, the fiery foe)
3. Krestor - det grymma havsvidundret (Krestor, the crushing terror)
4. Madara - mörkrets krigare (Madara, the midnight warrior)
5. Ellik - den elektriska ålen (Ellik, the lightning horror)
6. Carno - det bevingade rovdjuret (Carnivora, the winged scavenger)

### Åttonde serien (Piratkungen (The Pirate King), bok 43-48)
1. Balisk - vattenmonstret (Balisk The Water Snake)
2. Koron - dödens käftar (Koron Jaws of Death)
3. Hecton - maskmonstret (Hecton The Body Snatcher)
4. Torno - orkandraken (Torno The Hurricane Dragon)
5. Kronus - besten med dödsklorna (Kronus The Clawed Menace)
6. Boar - den blodtörstiga galten (Bloodboar The Buried Doom)

### Nionde serien (Den magiska staven (The Warlock's Staff, bok 49-54)
1. Ursus - den vrålande björnbesten (Ursus the Clawed Roar)
2. Minos - djävulstjuren (Minos the Demon Bull)
3. Koraka - den bevingade demonen (Koraka the Winged Assassin)
4. Silver - skräckvargen (Silver the Wild Terror)
5. Spike - vattenkungen (Spikefin the Water King)
6. Torpix - jätteormen (Torpix the Twisting Serpent)

### Tionde serien (Bestarnas mästare (Master of the Beasts, bok 55-60)
1. Noctila - dödsugglan (Noctila the Death Owl)
2. Shamani - flammande faran (Shamani the Raging Flame)
3. Lustor - giftmonstret (Lustor the Acid Dart)
4. Voltrex - vålnaden från havet (Voltrex the Two-Headed Octopus)
5. Tecton - pansarbesten (Tecton the Armoured Giant)
6. Doom - skräckens konung (Doomskull the King of Fear)

### Elfte serien (The New Age, bok 61-66)
1. Elko the Lord of the Sea
2. Tarrok the Blood Spike
3. Brutus the Hound of Horror
4. Flaymar the Scorched Blaze
5. Serpio the Slithering Shadow
6. Tauron the Pounding Fury

### Tolfte serien (The Darkest Hour, bok 67-72)
1. Solak, Scourge of the Sea
2. Kajin, the Beast Catcher
3. Issrilla, the Creeping Menace
4. Vigrash, the Clawed Eagle
5. Mirka, the Ice Horse
6. Kama, the Faceless Beast

### Trettonde serien (The Warrior's Road, bok 73-78)
1. Skurik the Forest Demon
2. Targro the Arctic menace
3. Slivka the Cold-Hearted Curse
4. Linka the Sky Conqueror
5. Vermok the Spiteful Scavenger
6. Koba, Ghoul of the Shadows

### Series 14: The Cursed Dragon (79-82)
- 79. Raffkor the Stampeding Brute
- 80. Vislak the Slithering Serpent
- 81. Tikron the Jungle Master
- 82. Falra the Snow Phoenix

### Series 15: Velmal's Revenge (83-86)
- 83. Wardok the Sky Terror
- 84. Xerik the Bone Cruncher
- 85. Plexor the Raging Reptile
- 86. Quagos the Armoured Beetle

### Series 16: The Siege of Gwildor (87-90)
- 87. Styro the Snapping Brute
- 88. Ronak the Toxic Terror
- 89. Solix the Deadly Swarm
- 90. Kanis the Shadow Hound

### Series 17: The Broken Star (91-94)
- 91. Gryph the Feathered Fiend
- 92. Thoron the Living Storm
- 93. Okko the Sand Monster
- 94. Saurex the Silent Creeper

### Series 18: The Trial of Heroes (95-98)
- 95. Krytor the Blood Bat
- 96. Soara the Stinging Spectre
- 97. Drogan the Jungle Menace
- 98. Karixa the Diamond Warrior

### Series 19: The Kingdom of Dragons (99-102)
- 99. Quarg the Stone Dragon
- 100. Korvax the Sea Dragon
- 101. Vetrix the Poison Dragon
- 102. Strytor the Skeleton Dragon

### Series 20: The Isle of Ghosts (103-106)
- 103. Zulok the Winged Spirit
- 104. Skalix the Snapping Horror
- 105. Okira the Crusher
- 106. Rykar the Fire Hound

### Series 21: The Sorcerer's Revenge (107-110)
- 107. Grymon the Biting Horror
- 108. Skrar the Night Scavenger
- 109. Tarantix the Bone Spider
- 110. Lypida the Shadow Fiend

### Series 22: The Lost Beasts of Makai (111-114)
- 111. Menox the Sabre-Toothed Terror
- 112. Larnak the Swarming Menace
- 113. Jurog Hammer of the Jungle
- 114. Nersepha the Cursed Siren

### Series 23: The Shattered Kingdom (115-118)
- 115. Querzol the Swamp Monster
- 116. Krotax the Tusked Destroyer
- 117. Torka the Sky Snatcher
- 118. Xerkan the Shape Stealer

### Series 24: Blood of the Beast (119-122)
- 119. Electro the Storm Bird
- 120. Fluger the Sightless Slitherer
- 121. Morax the Wrecking Menace
- 122. Krokol the Father of Fear

### Series 25: The Prison Kingdom (123-126)
- 123. Akorta the All-Seeing Ape
- 124. Lycaxa Hunter of the Peaks
- 125. Glaki Spear of the Depths
- 126. Diprox the Buzzing Terror

### Series 26: The Four Masters (127-130)
- 127. Teknos the Ocean Crawler
- 128. Mallix the Silent Stalker
- 129. Silexa the Stone Cat
- 130. Kyron Lord of Fire

### Series 27: The Ghost of Karadin (131-134)
- 131. Gorog the Fiery Fiend
- 132. Devora the Death Fish
- 133. Raptex the Sky Hunter
- 134. Gargantua the Silent Assassin